# Stefan Richter (Zoologe)
Stefan Richter (* 12. Juli 1964 in Berlin) ist ein deutscher Zoologe und Hochschullehrer an der Universität Rostock.
Richter studierte ab 1983 Biologie, Evangelische Theologie, Archäologie und Paläontologie an der FU Berlin. Er wurde 1995 an der FU Berlin bei Wolfgang Dohle promoviert mit einer Dissertation über Verwandtschaftsverhältnisse höherer Krebse (Malacostraca) und war danach bis 2003 wissenschaftlicher Assistent und später wissenschaftlicher Mitarbeiter an der Humboldt-Universität Berlin. 1999 war er Gastwissenschaftler am Australian Museum in Sydney und 2000 bis 2002 am Zoologischen Museum in Kopenhagen. 2003 habilitierte er sich an der Humboldt-Universität Berlin, war danach Hochschulassistent an der Universität Jena und 2004/05 Lerner Gray Fellow am American Museum of Natural History. 2007 wurde er Professor in Rostock.
Er befasst sich unter anderem mit phylogenetischer Analyse, Morphologie und Systematik von Crustaceen, Entstehung von Tagmata und Extremitäten, Progenese bei Wasserflöhen, Biogeographie und Evolutionsökologie (Besiedlung des Ponto-Kaspischen Beckens und temporärer Gewässer in Australien), allgemeinen Fragen stammesgeschichtlicher Analyse (wie Homologien) und Geschichte der Biologie.
Er war für 2017/18 Präsident der Deutschen Zoologischen Gesellschaft. Er ist Herausgeber von Zoomorphology und Associate Editor von Arthropod Systematics and Phylogeny, ist im Herausgebergremium von Acta Zoologica und war 2011 bis 2015 Herausgeber von Journal of Zoological Systematics and Evolutionary Research und 2006 bis 2010 Associate Editor von Molecular Phylogenetics and Evolution. Er ist einer der Hauptautoren der Jenaer Erklärung.